# Hemileuca hualapai
Hemileuca hualapai är en fjärilsart som beskrevs av Berthold Neumoegen 1883. Hemileuca hualapai ingår i släktet Hemileuca och familjen påfågelsspinnare. Inga underarter finns listade i Catalogue of Life.